# 約瑟夫·約多伊曼
約瑟夫·約多伊曼（英語：Joseph Yodoyman；1950年—1993年11月22日）是查德政治家和公務人員，並且在1992年至1993年伊德里斯·德比擔任乍得总统期間擔任總理一職。